# Tayasal

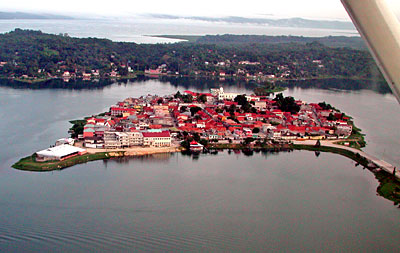
Vista aérea de Flores, Guatemala, construída sobre as ruínas da capital Itzá, Tayasal

Tayasal é um sítio arqueológico pré-colombiano maia que data do período pós-clássico. Localiza-se numa pequena ilha do lago Petén Itzá, actualmente parte do departamento de Petén no norte da Guatemala. Tayasal foi a capital de uma das últimas entidades políticas maias independentes a ser dominada pelos conquistadores espanhóis, juntamente com Zacpetén (a capital dos maias Ko'woj) e Eixequil (capital Yalnain) em 1697.
Como sítio arqueológico foi quase totalmente destruído durante a demolição e reconstrução levadas a cabo pelos espanhóis após a tomada da ilha. A cidade capital do moderno departamento de Petén, Flores foi construída sobre a ilha e as margens do lago adjacentes.
Os Itzás abandonaram a região do Iucatão no século XIII e construíram a cidade mais tarde conhecida como Tayasal, como sua capital. Chamavam-lhe Noh Petén, literalmente Ilha Cidade. Era também conhecida como Tah Itzá, ou Lugar dos Itzás. 
Foi aqui na ilha de Flores nas margens do lago Petén Itzá que o último estado independente da civilização maia resistiu ao ataque dos conquistadores espanhóis. Em 1541 Hernán Cortés chegou à ilha, a caminho das Honduras, mas tendo necessidade de continuar o seu caminho não tentou conquistá-la, dada a sua excelente posição defensiva.
Os espanhóis não conseguiriam conquistar a ilha até 1697, após várias tentativas, a primeira das quais em 1629. Oriundos de Corozal no Belize, Iucatão e Alta Verapaz, atacaram a cidade utilizando barcos durante o assalto e arrasaram-na. Aqueles que podiam fugir assim fizeram, e muitos itzás esconderam-se na selva durante anos. Das ruínas de Noh Petén nasceria a moderna cidade de Flores. 